# Alfons XII.

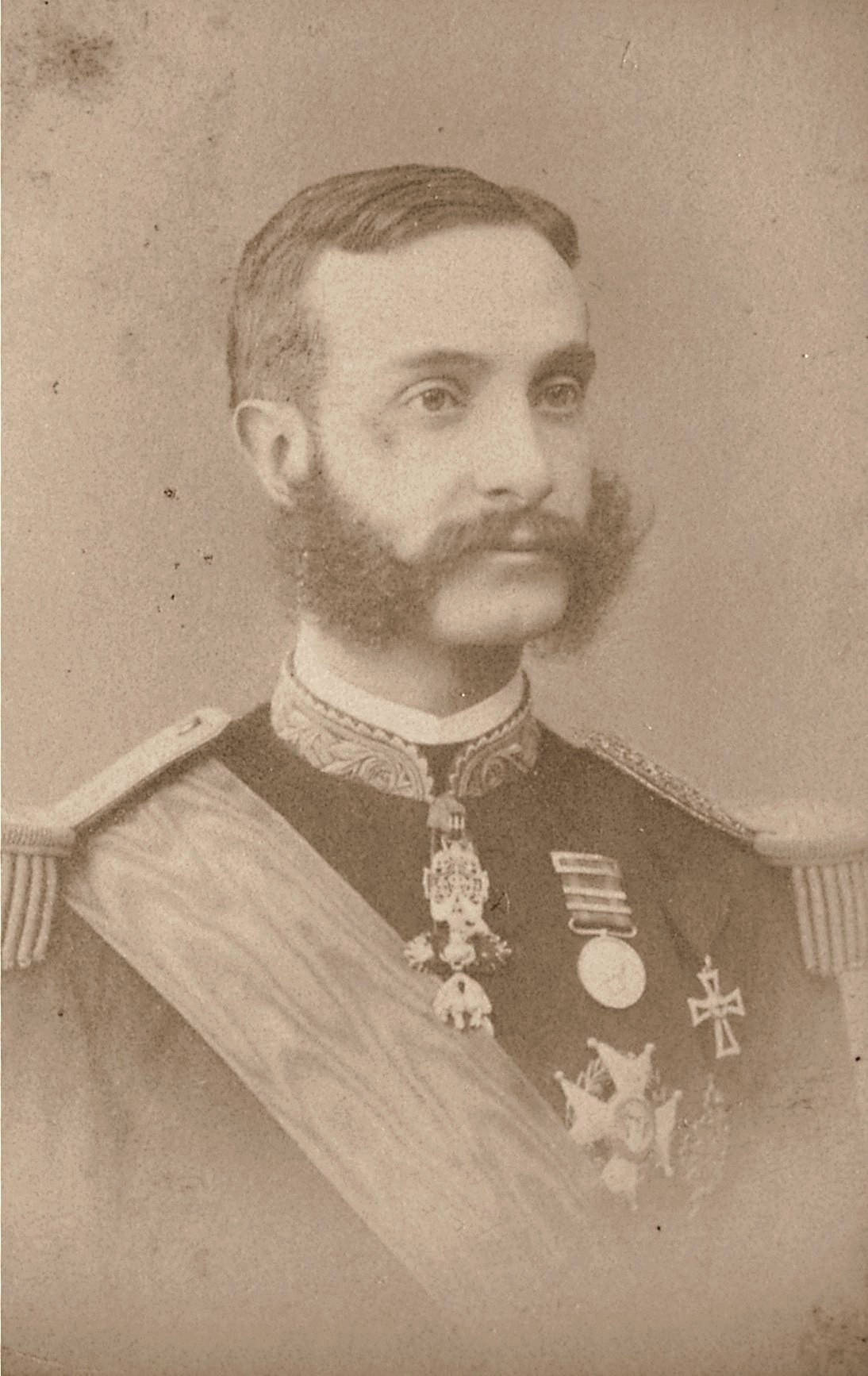
Alfons XII. roku 1875

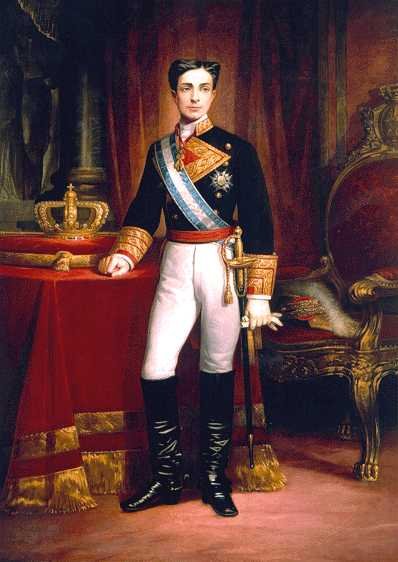
Alfons XII. roku 1877

Alfons XII. (28. listopadu 1857 Madrid – 25. listopadu 1885 Královský palác El Pardo), znám též pod přízviskem Rey Pacificador (král mírotvorce), španělský král z rodu Bourbonů, králem byl v letech 1870–1885, ale skutečně vládl 1875–1885. Alfons XII. byl posledním španělským králem, který zemřel ve funkci.

## Mládí v exilu
Alfons XII. byl synem španělské královny Isabely II. a jejího manžela a zároveň bratrance, cádizského vévody Františka. V roce 1868, když bylo Alfonsovi jedenáct let, musela jeho matka Isabela II. s celou svou rodinou opustit Španělsko, kde se moci ujal generál Francisco Serrano y Dominguez. Vyhnaná královská rodina našla nové útočiště ve Francii na dvoře císaře Napoleona III. Ve snaze zklidnit poměry v rodné zemi, se Isabela II. 25. června 1870 rozhodla oficiálně zřeknout španělského trůnu ve prospěch svého syna Alfonse.
Ani ne třináctiletý král vzal svůj nový úkol velmi vážně a na svůj věk prokázal neobyčejnou zralost. Stále byl ale králem bez koruny a bez země, které by vládl, jelikož ve Španělsku zůstala tato událost zcela bez povšimnutí. Zde stále držel moc pevně v rukou generál Francisco Serrano y Dominguez, jako regent, a generál Juan Prim byl ministerským předsedou. Oba muži se společně snažili najít pro Španělsko nového krále a jejich kandidátem se nakonec stal aostský vévoda Amadeus Savojský, druhý syn italského krále Viktora Emanuela II.

## Studentská léta
Mladý, inteligentní a pilný student Alfons zatím v Paříži studoval Collége Stanislas, kde se mu dostalo velmi dobrého vzdělání. Po prusko-francouzské válce ale došlo ve Francii k pádu Druhého císařství a španělská královská rodina opustila Paříž a usadila se v Ženevě. Alfons odešel za svou tetou Amálií Bavorskou do Bavorska a v roce 1872 do Vídně, kde studoval další tři roky na Theresianu. Vlídně ho přijala i císařská rodina, kde navázal blízký vztah s arcivévodou Rainerem a jeho ženou Marií Karolinou. Často navštěvoval i rodinu svého spolužáka arcivévody Fridricha. Tato část císařské rodiny Alfonse uznávala jako právoplatného krále Španělska, ale oficiálně tehdy Habsburkové dávali přednost karlistickému pretendentovi. V červnu 1874 odešel Alfons do Anglie, kde dosáhl posledního stupně vzdělání na kadetské škole v Sandhurstu.

## Alfons králem Španělska
Ve Španělsku se situace stávala stále více chaotickou, král Amadeus I. Savojský musel roku 1873, po dvou letech své vlády, abdikovat. Byla vyhlášena republika a prezidenti se rychle střídali. V té chvíli do událostí zasáhl Antonio Cánovas del Castillo, usilující o návrat Bourbonů na trůn. Na jeho popud napsal Alfons v Anglii manifest, jehož textem si rychle získal srdce většiny španělského obyvatelstva. V prosinci 1874 navštívil Alfons matku v Paříži a zde obdržel telegram, že generál Martínez Campos svrhl neúspěšnou prozatímní Serranovu vládu a Alfons byl oficiálně uznán a prohlášen španělským králem. Dne 14. ledna 1875 vjel Alfons XII. slavnostně do Madridu. 24. 5. 1876 vyhlásil novou ústavu, která zaručovala náboženskou a tiskovou svobodu, a podle anglického vzoru byl zřízen dvoukomorový parlamentní systém, kde se o moc se dělily dvě politické strany: konzervativci, vedení autorem nové ústavy Cánovasem del Castillem, a liberálové v čele s Práxedesem Mateem Sagastou. Skutečná opozice, tedy karlisté, republikáni, anarchisté a socialisté byli zatlačeni do ilegality. Během své vlády Alfons XII. stabilizoval politickou situaci v zemi a jeho osoba se stala zárukou míru a prosperity.

## První sňatek
Dne 23. ledna 1878 se Alfons XII. oženil se svou sestřenicí a vnučkou posledního francouzského krále Ludvíka Filipa Orleánského, Marií de las Mercedes z Orléans-Montpensieru, která byla jeho láskou už od dětských let. Tento sňatek se uskutečnil proti vůli Isabely II., jelikož nevěstin otec a zároveň Isabelin švagr, Anton Montpensier-Orleánský, se roku 1868 významně podílel na povstání, které Isabelu svrhlo z trůnu. Alfons nebral na matčiny námitky žádný ohled. Novomanželé byli velmi šťastní a také obyvatelstvo přijalo tento sňatek s nadšením, jelikož nevěsta byla po své matce Španělka, narozená v Madridu a žijící dosud v Seville. Marie de las Mercedes uchvátila své okolí i neobyčejnou krásou a hrdostí. Manželské štěstí ale trvalo jen pět měsíců a osmnáctiletá královna Mercedes zemřela 26. června 1878 na tyfus[nepřesný odkaz]. Alfons XII. se psychicky zhroutil. Ze smrti své první manželky se už nikdy zcela nevzpamatoval a tato událost zanechala stopy na jeho povaze. Z veselého mladíka se stal melancholicky zadumaný muž, cynický a náladový. Začal ve větším množství popíjet alkohol, navštěvovat noční podniky a střídat milenky, což nijak neprospívalo jeho zdravotnímu stavu, který se viditelně zhoršoval. Poté, co byl na něj 25. září 1878 spáchán neúspěšný atentát, začali jej lidé v jeho okolí přesvědčovat, že se musí co nejdříve znovu oženit a zplodit následníka trůnu.

## Druhý sňatek
Přestože Alfons po novém sňatku netoužil, rozhodl se v zájmu Španělska podvolit. Dne 29. listopadu 1879 se Alfons XII. podruhé oženil a jeho manželkou se stala Marie Kristina Rakouská, neteř císaře Františka Josefa I. Marie Kristina byla žena vnímavá a inteligentní a od samého počátku jí bylo jasné, že tento sňatek je uzavřen jen z povinnosti vůči státu. Často také přiznávala, že ji trochu bolí u srdce při pomyšlení, že bude pro Alfonse vždy až tou druhou, po milované Mercedes. Brzy po svatbě se navíc dozvěděla o aktuální milence svého manžela, primadoně madridské opery Elen Sanzové. Až na tuto nevěru se Alfons choval ke své ženě zdvořile a pozorně, ale také chladně, což Marie Kristina nesla těžce. Mezi manželi nikdy nezavládla důvěra a Alfons XII. si udržoval svůj chladný odstup až do konce svého života. Situace v manželství se ještě zhoršila poté, co Marie Kristina porodila v průběhu dvou let dvě dcery – v roce 1880 to byla Marie de las Mercedes a 1882 Marie Tereza Isabela. Alfons nedokázal skrýt zklamání, že ani jedno z dětí není vytoužený syn a následník trůnu. I Marie Kristina byla z vývoje událostí smutná a těžce na ni dolehlo i to, že Alfonsova milenka Elena Sanzová zplodila králi v roce 1881 právě syna.

## Králova smrt
Alfons XII. trpěl ke konci života tuberkulózou, což ale držel v tajnosti. Ještě v lednu 1885 vlastnoručně pomáhal při záchranných pracích po zemětřesení v Andalusii, v červenci se neohroženě vydal do oblastí zasažených epidemií cholery. Jeho odvaha se stala legendární, ale nikdo netušil, že král už stejně nemá co ztratit. V době, kdy cítil blížící se konec, povolal k sobě svou další milenku, Adélu Borghiovou, od roku 1885 vyhnanou ze země, aby s ní strávil poslední měsíce života. Koncem října 1885 odjel z Madridu do letního sídla El Pardo. Dne 23. listopadu 1885 se králův stav zhoršil. Zemřel 25. listopadu 1885 v 27 letech. Šest měsíců po manželově smrti porodila Marie Kristina syna Alfonse. Následujících sedmnáct let vládla za syna jako regentka, a to až do chvíle, kdy se ujal roku 1902 trůnu, jako Alfons XIII.

## Vývod z předků
|             |                                   |  |                      |                                     |  |  |  |  |  |  |  | Karel III. Španělský |
|             |                                   |  |                      |                                     |  |  |  |  |  |  |  |                      |
|             | Karel IV. Španělský               |  |                      |                                     |  |  |  |  |  |  |  |                      |
|             |                                   |  |                      |                                     |  |  |  |  |  |  |  |                      |
|             |                                   |  |                      | Marie Amálie Saská                  |  |  |  |  |  |  |  |                      |
|             |                                   |  |                      |                                     |  |  |  |  |  |  |  |                      |
|             | František de Paula Španělský      |  |                      |                                     |  |  |  |  |  |  |  |                      |
|             |                                   |  |                      |                                     |  |  |  |  |  |  |  |                      |
|             |                                   |  |                      | Filip Parmský                       |  |  |  |  |  |  |  |                      |
|             |                                   |  |                      |                                     |  |  |  |  |  |  |  |                      |
|             | Marie Luisa Parmská               |  |                      |                                     |  |  |  |  |  |  |  |                      |
|             |                                   |  |                      |                                     |  |  |  |  |  |  |  |                      |
|             |                                   |  |                      | Luisa Alžběta Francouzská           |  |  |  |  |  |  |  |                      |
|             |                                   |  |                      |                                     |  |  |  |  |  |  |  |                      |
|             | František Cádizský                |  |                      |                                     |  |  |  |  |  |  |  |                      |
|             |                                   |  |                      |                                     |  |  |  |  |  |  |  |                      |
|             |                                   |  |                      | Ferdinand I. Neapolsko-Sicilský     |  |  |  |  |  |  |  |                      |
|             |                                   |  |                      |                                     |  |  |  |  |  |  |  |                      |
|             | František I. Neapolsko-Sicilský   |  |                      |                                     |  |  |  |  |  |  |  |                      |
|             |                                   |  |                      |                                     |  |  |  |  |  |  |  |                      |
|             |                                   |  |                      | Marie Karolína Habsbursko-Lotrinská |  |  |  |  |  |  |  |                      |
|             |                                   |  |                      |                                     |  |  |  |  |  |  |  |                      |
|             | Luisa Šarlota Neapolsko-Sicilská  |  |                      |                                     |  |  |  |  |  |  |  |                      |
|             |                                   |  |                      |                                     |  |  |  |  |  |  |  |                      |
|             |                                   |  |                      | Karel IV. Španělský                 |  |  |  |  |  |  |  |                      |
|             |                                   |  |                      |                                     |  |  |  |  |  |  |  |                      |
|             | Marie Isabela Španělská           |  |                      |                                     |  |  |  |  |  |  |  |                      |
|             |                                   |  |                      |                                     |  |  |  |  |  |  |  |                      |
|             |                                   |  |                      | Marie Luisa Parmská                 |  |  |  |  |  |  |  |                      |
|             |                                   |  |                      |                                     |  |  |  |  |  |  |  |                      |
| Alfons XII. |                                   |  |                      |                                     |  |  |  |  |  |  |  |                      |
|             |                                   |  |                      |                                     |  |  |  |  |  |  |  |                      |
|             |                                   |  | Karel III. Španělský |                                     |  |  |  |  |  |  |  |                      |
|             |                                   |  |                      |                                     |  |  |  |  |  |  |  |                      |
|             | Karel IV. Španělský               |  |                      |                                     |  |  |  |  |  |  |  |                      |
|             |                                   |  |                      |                                     |  |  |  |  |  |  |  |                      |
|             |                                   |  |                      | Marie Amálie Saská                  |  |  |  |  |  |  |  |                      |
|             |                                   |  |                      |                                     |  |  |  |  |  |  |  |                      |
|             | Ferdinand VII.                    |  |                      |                                     |  |  |  |  |  |  |  |                      |
|             |                                   |  |                      |                                     |  |  |  |  |  |  |  |                      |
|             |                                   |  |                      | Filip Parmský                       |  |  |  |  |  |  |  |                      |
|             |                                   |  |                      |                                     |  |  |  |  |  |  |  |                      |
|             | Marie Luisa Parmská               |  |                      |                                     |  |  |  |  |  |  |  |                      |
|             |                                   |  |                      |                                     |  |  |  |  |  |  |  |                      |
|             |                                   |  |                      | Luisa Alžběta Francouzská           |  |  |  |  |  |  |  |                      |
|             |                                   |  |                      |                                     |  |  |  |  |  |  |  |                      |
|             | Isabela II. Španělská             |  |                      |                                     |  |  |  |  |  |  |  |                      |
|             |                                   |  |                      |                                     |  |  |  |  |  |  |  |                      |
|             |                                   |  |                      | Ferdinand I. Neapolsko-Sicilský     |  |  |  |  |  |  |  |                      |
|             |                                   |  |                      |                                     |  |  |  |  |  |  |  |                      |
|             | František I. Neapolsko-Sicilský   |  |                      |                                     |  |  |  |  |  |  |  |                      |
|             |                                   |  |                      |                                     |  |  |  |  |  |  |  |                      |
|             |                                   |  |                      | Marie Karolína Habsbursko-Lotrinská |  |  |  |  |  |  |  |                      |
|             |                                   |  |                      |                                     |  |  |  |  |  |  |  |                      |
|             | Marie Kristýna Neapolsko-Sicilská |  |                      |                                     |  |  |  |  |  |  |  |                      |
|             |                                   |  |                      |                                     |  |  |  |  |  |  |  |                      |
|             |                                   |  |                      | Karel IV. Španělský                 |  |  |  |  |  |  |  |                      |
|             |                                   |  |                      |                                     |  |  |  |  |  |  |  |                      |
|             | Marie Isabela Španělská           |  |                      |                                     |  |  |  |  |  |  |  |                      |
|             |                                   |  |                      |                                     |  |  |  |  |  |  |  |                      |
|             |                                   |  |                      | Marie Luisa Parmská                 |  |  |  |  |  |  |  |                      |
|             |                                   |  |                      |                                     |  |  |  |  |  |  |  |                      |